# 반하티
반하티(네덜란드어: Wanhatti)는 수리남의 도시이다.